# Jean Frappier
Jean Frappier, né le 22 avril 1900 à Cars et mort le 29 août 1974 à Paris 14e est un médiéviste et romaniste spécialisé dans la littérature de la matière de Bretagne,,.

## Biographie
Après son baccalauréat, il part étudier les lettres à l'université de Bordeaux, il est reçu 3e à l’agrégation de grammaire en 1927 après avoir accompli son service militaire. Il est alors nommé au lycée Saint-Charles de Marseille, puis à l'institut français de Naples pendant un an à partir de 1931. En 1932 il est muté au lycée Buffon de Paris ce qui lui permet de reprendre le développement de sa thèse commencée après son agrégation grâce à la proximité de l’École pratique des hautes études et du Collège de France. Il est alors sous la direction de Gustave Cohen. En 1936, il présente sa thèse portant sur La Mort Artu extrait du cycle Lancelot-Graal devant un jury notamment présidé par Ferdinand Lot. Il défend notamment l'idée que ce cycle ne peut être le fruit d'un seul auteur compte tenu de son importance, mais bien celui d'une multitude qui aurait été néanmoins dirigée par une tête pensante qu'il nomme « l'Architecte ». En proposant en parallèle de sa thèse une traduction définitive de La mort Artu il participe à populariser l’œuvre ainsi que la littérature médiévale en général, jusqu'alors peu connue,.
Fort de son succès, il commence sa carrière universitaire peu après puisqu'il est élu maitre de conférences en 1937 à l'université de Strasbourg. Quand la Seconde Guerre mondiale éclate et que la ville est occupée, l'université est délocalisée à Clermont-Ferrand où il donnera donc des cours le temps de la guerre puis de l'occupation. En 1948, il succède à son ancien directeur de thèse à la chaire de langue et littérature française à la Sorbonne, ce dernier ayant dû fuir aux États-Unis en raison de sa religion. C'est à cette époque qu'il militera activement pour l'introduction systématique de cours sur la littérature médiévale dans les universités, et notamment sur Chrétien de Troyes dont il est un spécialiste,,. Dans cette même logique, il crée la même année avec Roger Sherman Loomis et Eugène Vinaver la société internationale arthurienne lors du second congrès arthurien de France réuni à Quimper. Il en deviendra le premier directeur et ce jusqu'en 1965.
À la mort de Mario Roques en 1961 il prend la direction des Publications romanes et françaises aux éditions Droz et il est nommé l'année d'après à la direction de l'Institut de français de la Sorbonne. Enfin, il devient président de l'Association internationale des Études françaises en 1972 et ce jusqu'à sa mort,,.

## Apport à la littérature médiévale
Sans minimiser l'importance des inspirations latines au sein des œuvres de Chrétien de Troyes, Jean Frappier défend la thèse selon laquelle la mythologie celtique aurait eu un rôle essentiel dans l'écriture de l'auteur et le développement de la légende arthurienne en général. En effet, de nombreuses œuvres latines antérieures au XIIe siècle, comme celles de Geoffroy de Monmouth par exemple, ne nomment jamais des personnages qui deviendront par la suite pourtant essentiels, tels que Keu ou encore Gauvain. Il réfute dans la même logique l'hypothèse d'une origine purement chrétienne du Graal, fortement inspiré selon lui du mythe du chaudron du dieu Dagda de la mythologie celtique irlandaise.

## Principales publications

### Ouvrages
- Étude sur "La Mort le roi Artu", roman du XIIIe siècle. Dernière partie du "Lancelot" en prose (thèse), Droz, 1936, 429 p.
- Chrétien de Troyes : l'homme et l’œuvre, Hatier, 1957.
- Le Roman breton : Chrétien de Troyes, Perceval, ou, le Conte du Graal. Paris, 1953
- La Poésie lyrique en France aux XIIe et XIIIe siècles. Paris, 1954
- Les chansons de geste du cycle de Guillaume d'Orange. Paris, 1955 (t. I) et 1965 (t. II)
- Le Théâtre profane an France au Moyen Âge: introduction, XIII et XIV siècles. Paris, 1959
- Amour courtois et Table Ronde, Droz, 1973
- Études d'histoire et de critique littéraire. Du Moyen âge à la Renaissance. Paris, Champion, 1976
- Histoire, mythes et symboles. Études de littérature française, Droz, 1976
- Autour du Graal. Droz, 1977
- Étude sur Yvain ou le Chevalier au lion de Chrétien de Troyes, Société d'édition d'enseignement supérieur, 1988 (réed), 304 p.
- Chrétien de Troyes et le mythe du Graal. Étude sur «Perceval ou le Conte du Graal». Paris: SEDES, 1998 (réed)

### Traductions
- Chrétien de Troyes, Le Chevalier de la Charrette (Lancelot), Paris, Champion, 1962, 224 p.[4]
- An., Le théâtre comique au Moyen Age, Paris, Larousse, 1972, 160 p.[4]
- An., Le roman de Renart, Paris; Larousse, 2000, 260 p.[4]

## Distinctions
Il était membre de la Real Academia de Buenas Letras de Barcelone (1960), de la Medieval Academy of America et de l'Académie royale de Belgique (1968).
Il était docteur honoris causa de l'University of Wales (1969).